# Brede raai
Brede raai (Galeopsis ladanum) is een eenjarige plant, die behoort tot de lipbloemenfamilie (Lamiaceae). De soort staat op de Nederlandse Rode lijst van planten van 2012 als zeer zeldzaam, zeer sterk in aantal afgenomen en ernstig bedreigd. Op de lijst van 2004 stond de soort nog als verdwenen uit Nederland. De soort komt weer voor in Zuid-Limburg en elders zeer sporadisch. De brede raai komt van nature voor in het westen van Eurazië. In Europa ligt de noordgrens van het areaal in Zuid-Scandinavië bij ongeveer 68° noorderbreedte. In het zuiden komt de brede raai voor in de Pyreneeën, Zuid-Italië en Bulgarije. Op de Britse Eilanden en in Noord-Amerika is de soort ingevoerd. Het aantal chromosomen is 2n = 16.
De brede raai onderscheidt zich van de smalle raai door de meer eironde vorm van de bladeren, de drie tot acht paar flinke tanden en de met afstaande klierharen bezette kelk.
De plant wordt 10-40 cm hoog. De rechtopgaande, vertakte stengel is met krullerige, zachte haren bedekt en onder de knopen niet of weinig verdikt. De haren hebben geen kussentjes aan de voet. Bovenaan de stengel zitten tweekoppige klierharen. De bladeren zijn eirond tot langwerpig met aan beide kanten drie tot acht paar flinke tanden en 6-16 mm breed. De kelk is bezet met afstaande klierharen en de nerven zijn goed zichtbaar.
De plant bloeit van juni tot in oktober. De paarse, 16-20 mm grote, tweeslachtige, in schijnkransen staande bloemen hebben op de onderlip een gele, soms witte, vlek. De bovenlip is zwak getand. De bloemkroon is twee keer zo lang als de kelk en de kroonbuis steekt iets boven de kelk uit. In de schijnkransen staan zes tot tien bloemen.
In de vierdeligesplitvrucht zitten 2,5 mm lange en 1,5 mm brede nootjes.

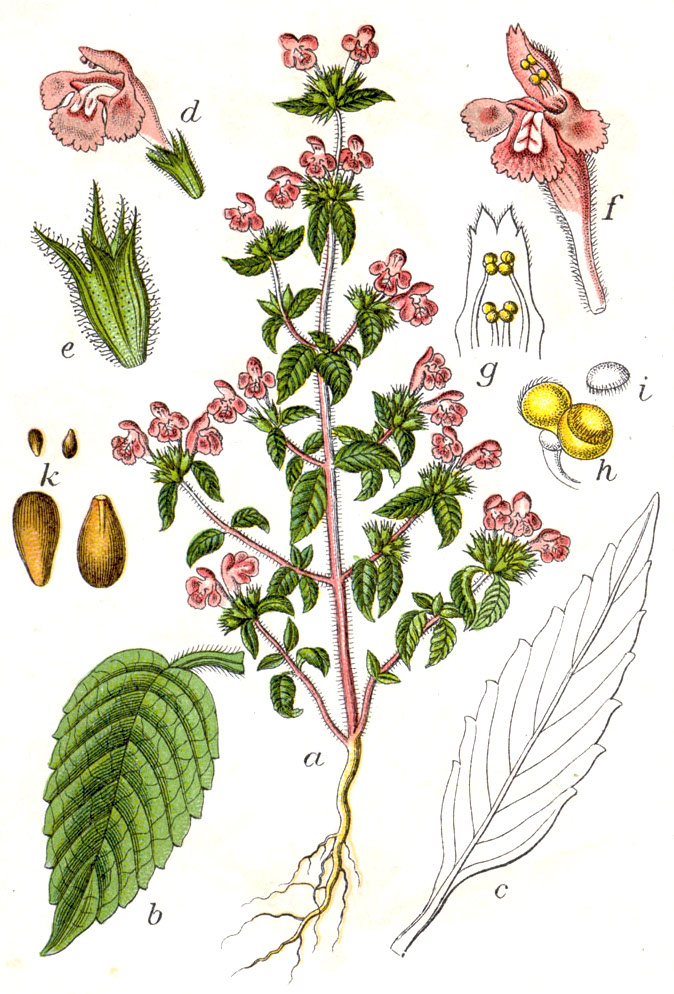
Illustratie van Jacob Sturm
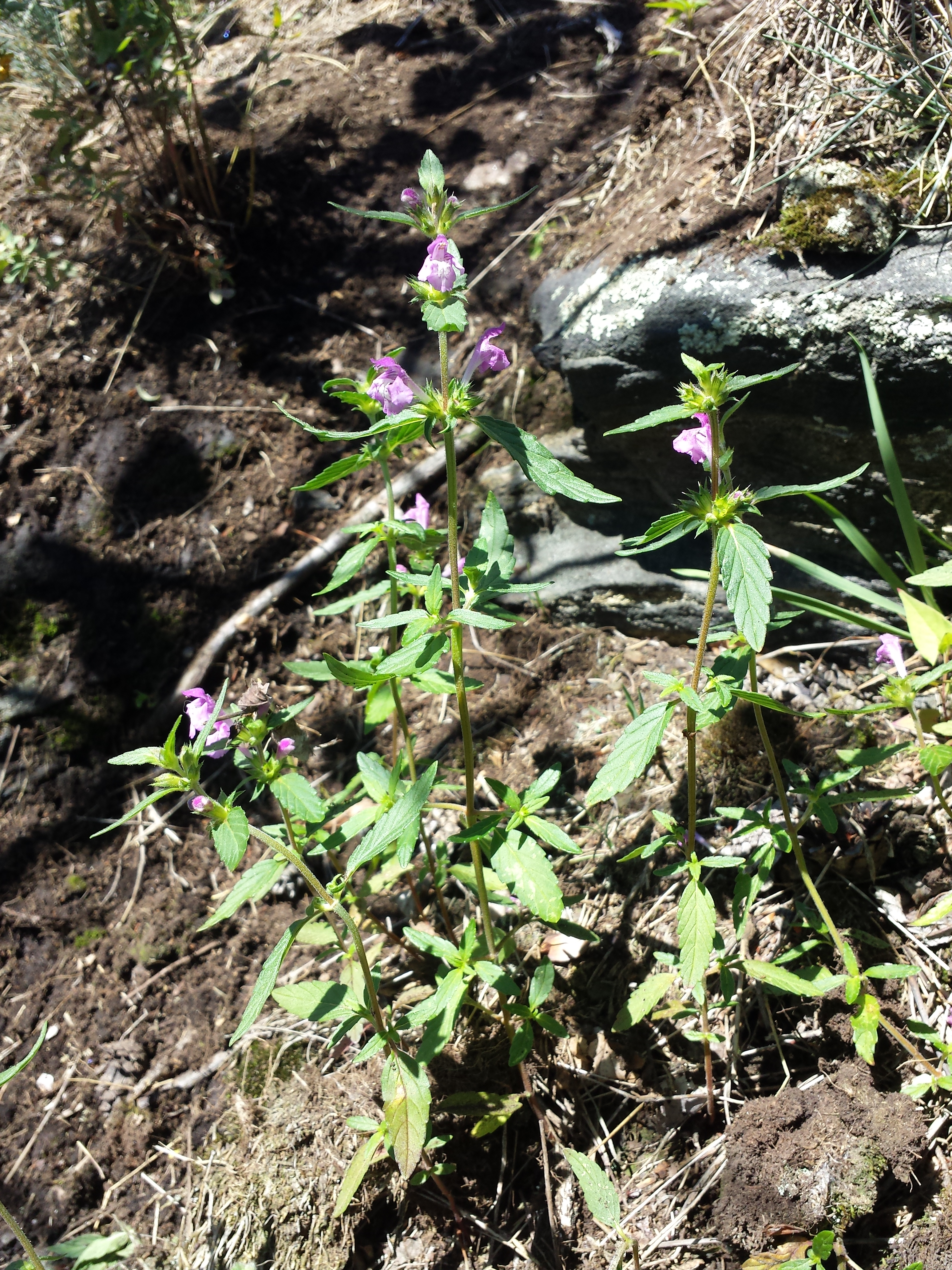
Plant
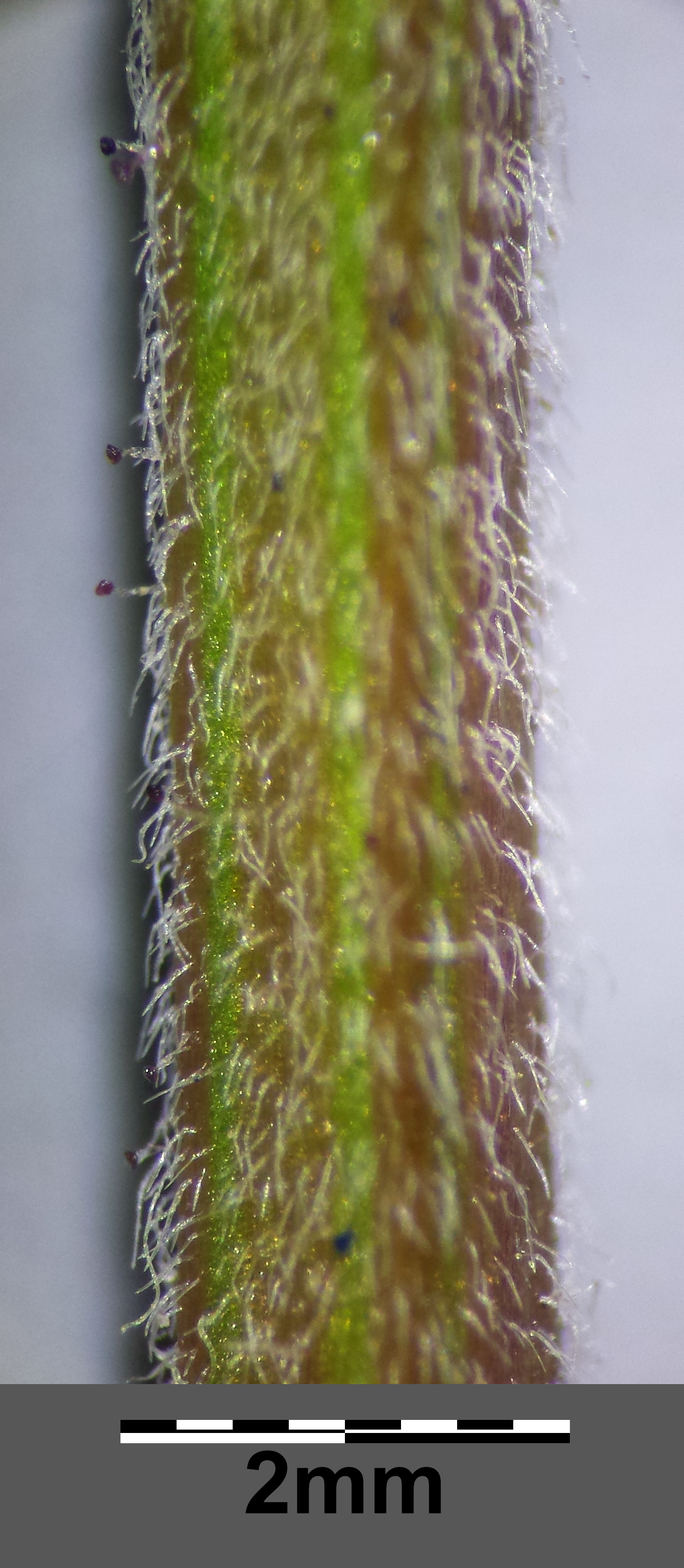
Stengel
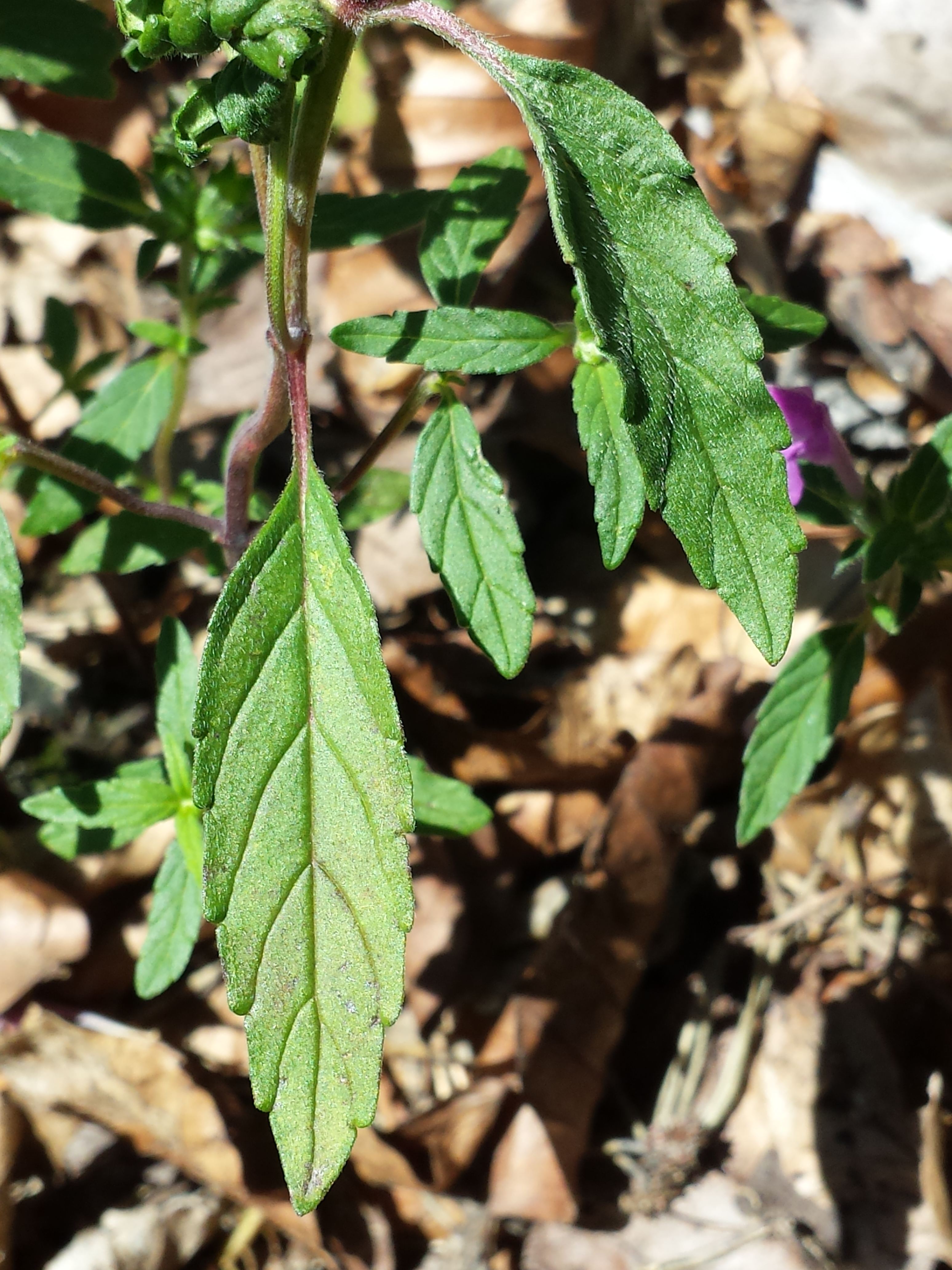
Blad
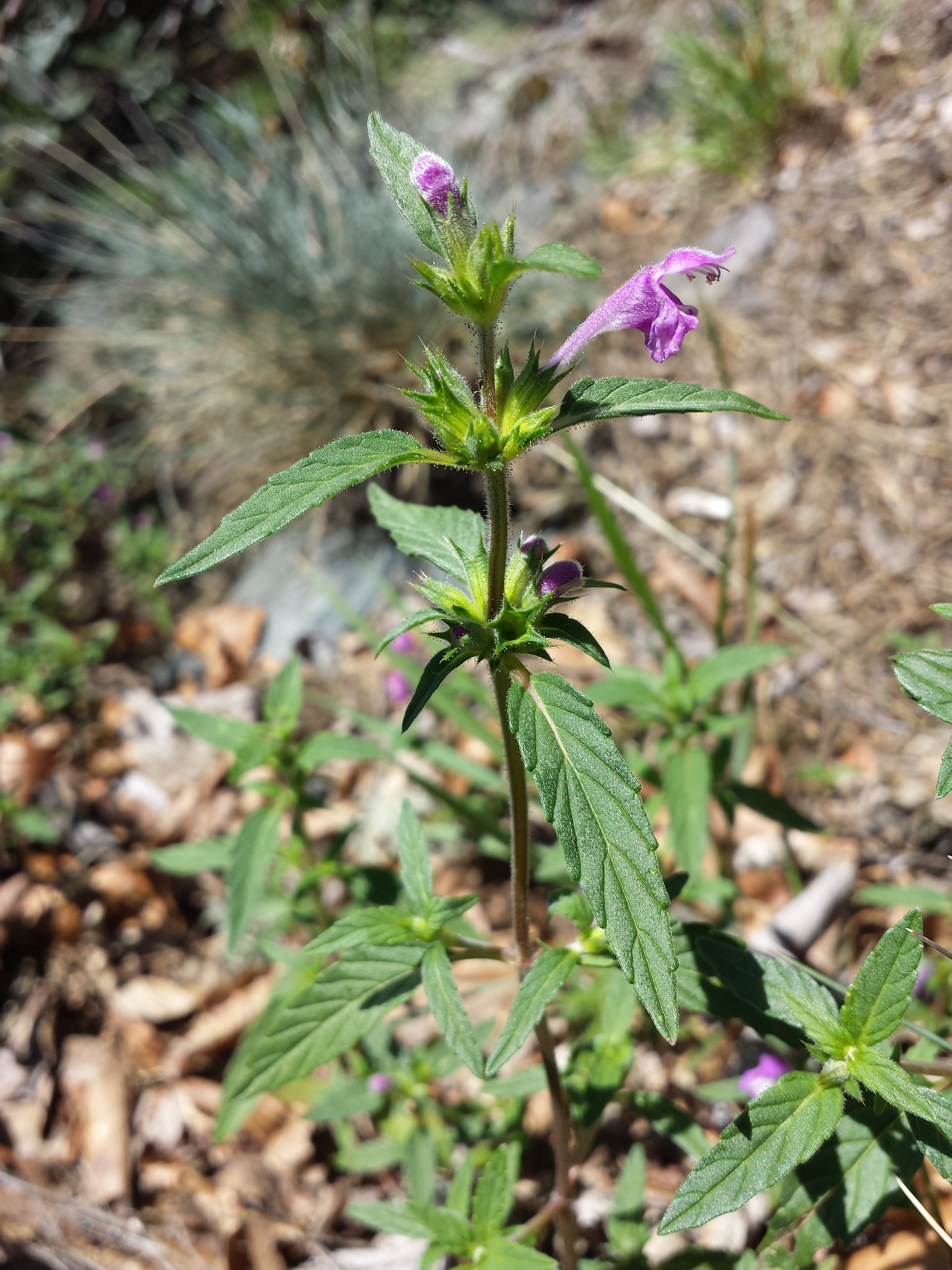
Bloeiwijze
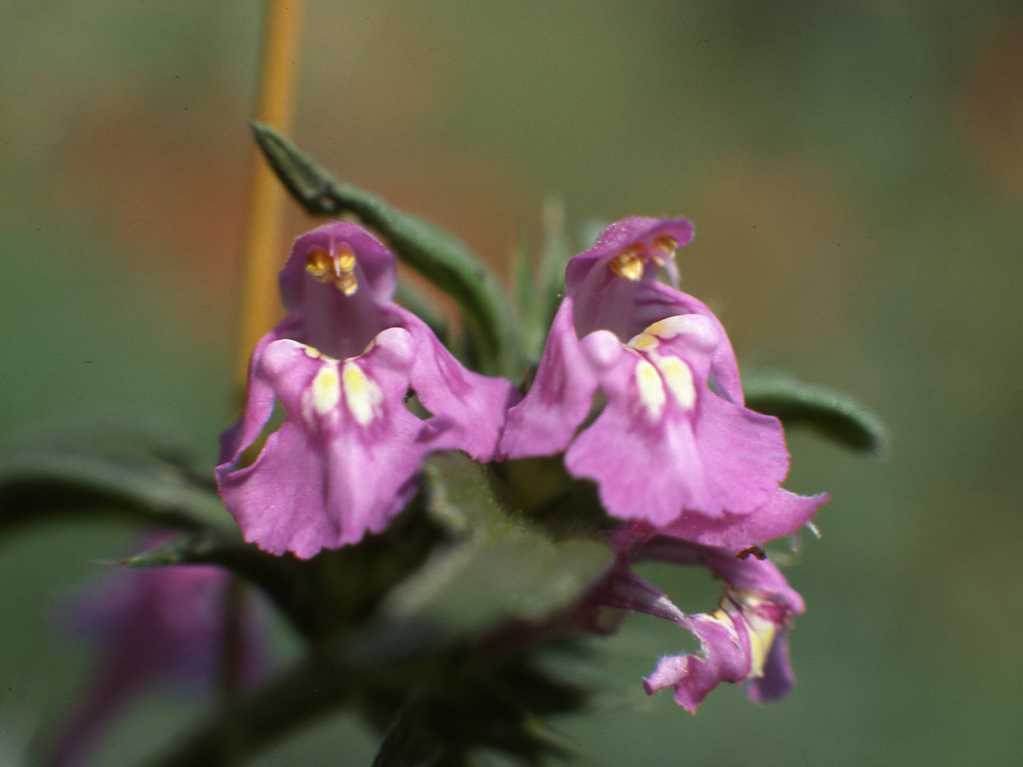
Bloemen
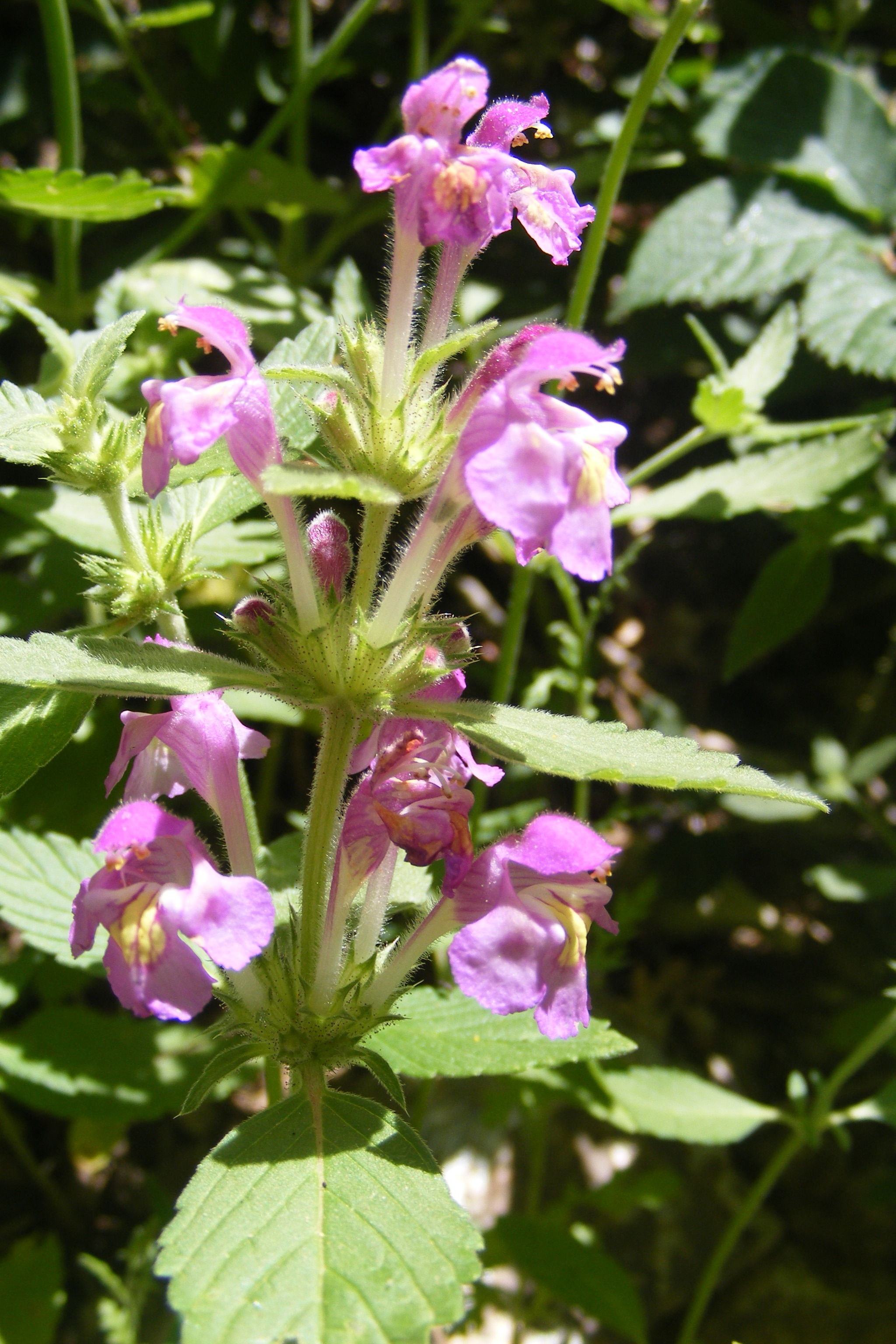
Klierharen op kelk
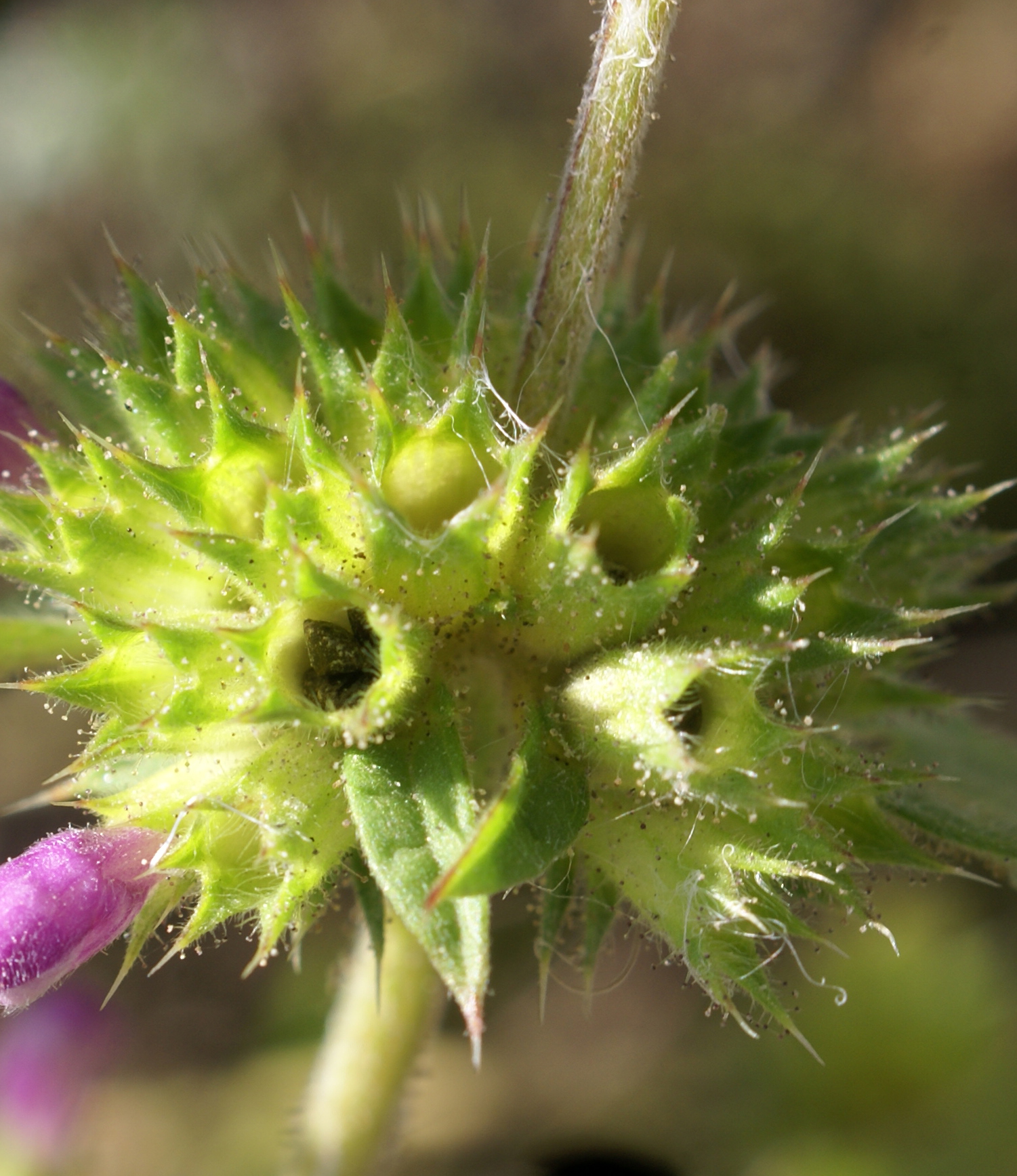
Vruchten

Brede raai komt in Nederland voor op kalkhoudende grond en langs spoorwegen.
... · 
G. angustifolia  (Smalle raai) · 
G. bifida  (Gespleten hennepnetel) · 
G. ladanum  (Brede raai) · 
G. pubescens (Zachte hennepnetel) · 
G. pyrenaica · 
G. reuteri · 
G. segetum  (Bleekgele hennepnetel) · 
G. speciosa (Dauwnetel) · 
G. tetrahit (Gewone hennepnetel) · 
...